# 召喚少女 〜ElementalGirl Calling〜
『召喚少女 〜ElementalGirl Calling〜』（しょうかんしょうじょ エレメンタルガール・コーリング）は、2007年12月6日に角川書店から発売されたPlayStation 2用育成シミュレーション・ロールプレイングゲーム。

## 概要
ファンタジー世界の少年が21世紀初頭の日本から少女を召喚し、力を合わせて冒険していく物語。
予約特典は、キャラクターデザインを務めたmooのゲーム関連イラスト10年分を収録した『moo art works 10th anniversary』。ハードカバー装丁で全112ページという、付録にしては異例の豪華さだった。

## ストーリー
剣と魔法が力を成すセルディアーシュの世界に覇をとなえる、リドラスヘイド王国。そこに生きる人間たちは、異種族「魔族」との戦争を100年にわたって続けてきた。前線にほど近いホートウィッシュの街にはマグストラタム学院が設けられ、未来の英雄候補たちが修練を積んでいた。
しかし主人公は栄えある学院生でありながら、精霊や獣を呼び出して行使する「召喚術」を一度も成功させたことがなかった。このままでは落第必至というときに、彼が手に入れたのは不思議な品物「携帯電話」。怪物に囲まれて窮地に陥った主人公の声が、携帯電話を通じて異界に届くと、彼の目の前には美しい少女が現れていた。

## 携帯電話
キーアイテムである携帯電話を通じて、以下のようなさまざまなメニューを実行できる。情報確認以外の作業を行うとバッテリーを消費し、電池切れになると通話やWEB閲覧ができなくなる。充電は自宅等の拠点で行う。
通話、アドレス帳
少女に電話をかける。アドレス帳から呼び出すより、じかに電話番号を入力するほうが消費バッテリーを抑えられる。少女との親密度が低かったり機嫌が悪いと召喚を拒否される場合もあり、そのようなときに強制召喚を行うと機嫌は最低となる。
召喚された少女は規定の時間だけセルディアーシュの世界に留まり、クエストや講義中に時間切れになると帰還する。召喚済みの少女に再度電話することで時間延長も可能である。
また、普通に会話をすることで少女の機嫌をあげることもできる。条件を満たしていればデートの約束もできる。
WEB
ネットオークションやネット通販で、セルディアーシュに存在しないアイテムを手に入れられる。
メール
クエストをクリアしたり通販を利用したりすることでメールが届く。
その他
スケジュールやステータス等の各種情報を確認するときにも携帯電話を使用する。

## ゲーム進行

### 講義
学院では時間割に沿って授業が行われており、参加することで主人公のパラメータが上昇する。そして主人公の成長はそのまま召喚少女の強化につながっている。早めに講堂に到着して準備する「タイムボーナス」や、基礎科目を順を追って受ける「チェインボーナス」など、能力値の上昇幅を増やす手段もある。
ただしパラメータには上限があり、レベルを上げずに講義に出席し続けてもいずれ成長は停止する。

### クエスト
街の人々や学院の講師から、あるいはギルドを通じてさまざまなクエストが依頼される。基本的に断ることが可能だが、ゲームクリアに必須のクエストもある。
一部の例外を除き、クエストを開始するには最低でも1人少女を召喚しておかねばならない。クエスト進行中はクオータービュー画面となり、進行率100%に達するまで移動を続ける。各地域の倉庫にクエストアイテムを収めることで進行速度を上げることができる。移動中に少女が何かを見つけると、先行して発見した内容（敵、罠、宝箱など）をアピールしてくる。主人公が少女に追いつくまでの間にアピールに応えると相手の機嫌が上昇し、発見物に対処することになる。逆に無視すれば相手の機嫌は悪くなる。なお、複数の召喚少女が同時にアピールを行っても、主人公が応えられるのは1人だけである。
クエストを達成すると、報酬と経験を得られる。そして規定の経験値を得ることで主人公のレベルが上がり、パラメータの最大値が増加する。ただし増えるのはあくまで最大値だけであり、実際の能力は講義を受けないと向上しない。

### 戦闘
クエスト進行中に敵と遭遇したり、シナリオの展開によって戦闘が発生する。戦闘中でも携帯電話で少女を召喚できるが、会話やWEB閲覧はできない。イベントによって発生した戦闘では自動的に召喚が行われることも多い。
戦闘中はスピードが速いユニットから行動ターンが回ってくる。複数ユニットが同時に行動可能になると、1ターン内に指示をまとめて出すことになる。召喚少女たちの攻撃や補助の技は「奇跡」と呼ばれ、滞在時間を消費して行使される。少女の代わりに主人公がサポートを行うこともできるが、1ターンには1度しか選べない。
攻撃にはそれぞれ有効な範囲があり、一部には相手の位置を移動させる効果が付随する。移動効果は1ターンの間持続するので、同時行動可能なユニットのうち1人が敵を宙に浮かせて回避不能にし、もう1人が本来命中率の低い攻撃を確実に当てるといったコンビネーションもできる。
戦闘に勝利することでも報酬と経験を得られる。

## 登場人物

### 主人公とその仲間
コオル・リアロ（デフォルト名/変更可）
声 - 高口幸子
本作の主人公。明るく前向きな性格。両親は行方不明で、ルテジアやビルギエッタの世話になっている。召喚士を目指しているものの落第続きだったが、携帯電話の力で少女の姿をした召喚獣を呼び出せるようになった。
ルテジア
声 - 小清水亜美
本作のヒロイン。コオルの幼馴染で姉のような存在。薬草の調合で生計を立てている。魔族と人間を両親に持ち、背中の羽はアクセサリーだが頭の角は本物である。両種族が敵対している現在は不当な嫌がらせを受けることも少なくない。
まどか
声 - 名塚佳織
第1の召喚少女。正義感が強く、相手の頼みをつい引き受けてしまう。背中の翼で飛行可能。風属性で、空中戦を得意とする。
卯月（うづき）
声 - 茅原実里
第2の召喚少女。さばさばとした言動のボーイッシュな女の子。兎のような姿をしており、炎属性で地上・空中を選ばず能力を発揮する。
マキ
声 - 新谷良子
第3の召喚少女。優しく穏やかなのんびり屋。羊のような角を持つ。地属性で、防御や補助面において活躍する。
晶（あきら）
声 - 広橋涼
第4の召喚少女。冷静沈着な現実主義者。小柄な体に猫のような耳と2本の尻尾を持つ。水属性を氷として発現し、打撃力よりも速度重視の攻撃を行う。
結（ゆい）
声 - 水樹奈々
第5の召喚少女。晶の双子の妹で、姉と対照的におとなしく引っ込み思案な性格。魚のひれのよう耳を持ち、水属性の魔法を得意とする。

### ホートウィッシュの人々
クリス
声 - 堀江一眞
クラスメイト。むやみな自信家だが成績は悪く、コオルと低レベルな争いを繰り広げる。美形であるため女生徒の人気は高い。
アスレイ
声 - 豊口めぐみ
クラスメイト。貴族のお嬢様で成績はトップ。そのうえ生真面目な性格であるため、しばしば他人を見下しがちである。
レッジ
声 - 近藤隆
コオルの後輩で、学院で剣士の技を学んでいる。明るい性格。
レナ
声 - 遠藤綾
商売上手な道具屋の娘。現在は父親と二人暮らし。語尾に「だナ」をつける変な癖がある。
メリッサ
声 - 新田万紀子
コオルを温かく見守る薬屋のおばさん。
トビー爺さん
声 - 武虎
雑貨屋の店主。頑固で説教じみているが、街の人々からの信用は厚い。
ドロッテ
声 - 浅井清巳
おてんばな女の子。一人称は「ボク」。よくサイモンと一緒に遊んでいる。
サイモン
声 - 山内奈緒
気弱な男の子。いつもドロッテに振り回されているが、それでも彼女が好きらしい。
リンクス
声 - 藤井啓輔
最近になって診療所を開いた若き医師。穏やかな人柄で、住民からの評判もよい。

### 学院講師陣
ビルギエッタ
声 - 永田亮子
精霊学・水を担当。コオルの師匠であり、公私ともに面倒を見ている。堅固な意志の持ち主。
マーク
声 - 広瀬正志
戦術論担当。軍隊の鬼教官のような人物。
ガンジャン
声 - 宝亀克寿
戦闘指揮担当。威風堂々とした老人。かつては王国軍東方戦線の指揮官だった。
ベン
声 - 青山穣
精霊学・炎担当。寡黙で無愛想な男性。
ジェフ
声 - 間宮康弘
攻撃論担当。威勢のいい初老の男性。
マウロ
声 - 佐久田修
防御総合学担当。明るくノリのいい、魅惑的な男性。
ナナッツ
声 - すずき紀子
精霊学・恵担当。きらびやかに着飾った初老の女性。
チャコル
声 - 藤村歩
技術総合学担当の、双子姉妹の1人。青みがかった髪の、落ち着いた女性。
ビトル
声 - 岡嶋妙
技術総合学担当の、双子姉妹の1人。桃色の髪の、活発な女性
カイザー
声 - 志村知幸
攻撃総合学担当。覆面レスラーのようないでたちをしている。
シェルフィ
声 - 小橋知子
精霊学・風担当。のんびり屋でぼんやりとした女性。誰もいない場所で会話を始めたりする。
エドワード
声 - 川田紳司
精霊学・土担当。ぼさぼさ頭の青年。研究に没頭するあまり寝不足気味。教師としては自信がないらしい。
リジー
声 - 立花慎之介
精霊学特別・岩漿担当。頼れるお兄さん風だが、うっかり者。
オジジィ
声 - 青山穣
精霊学・雷担当。禿げ上がった縦長の頭が特徴の老人。学院のまとめ役で、実力は随一だが話が長いのが欠点。
フェルベゴル
声 - 立花慎之介
魔法総合学担当。耽美で、あからさまに女性をひいきする。
アロ
声 - 小橋知子
戦闘魔法学担当。少年のように小柄だが立派な大人であり、外見とは裏腹の偉そうな言動が目立つ。
ユージン
声 - 間宮康弘
判断論担当。シルクハットをかぶった紳士。
ロビン
声 - 藤村歩
補助魔法学。どこからどう見てもペンギン。
フランク
声 - 佐久田修
防御論担当。顔は怖いが、控えめで穏やかな性格。
グレン
声 - 不明
武器防具学担当。全身を武器と甲冑で固めており、素顔は不明。
メル
声 - 藤村歩
精霊学・氷担当。思い込みの激しい女性で、すぐ悲観的な考えに浸ってしまう。

### 軍人・兵士
オズワルド将軍
声 - 石井康嗣
対魔族戦の指揮を取る人物。魔族に対して激しい敵意を抱いている。
ヒルデガード参謀
声 - 堀越知恵
将軍の補佐役を務める女性。
ギルド職員
声 - 丸山壮史
コオルにクエストを斡旋してくれる人物。物腰は穏やかだが、鎧姿なので顔は見えない。
北門門番
声 - 中村浩太郎
街を守る衛兵。ぶっきらぼうが、一応コオルを心配してくれているらしい。

### 魔族
人間と敵対している種族。生来高い魔力を備えており、容姿は人間と変わらない者から角を持つ者、怪物然とした者までさまざまである。実は、外部的要因によって生活圏を追われ、また闘争心をあおられている背景がある。
バロー
声 - 加藤木賢志
魔族を率いる長。本人は争いを好まないのだが、立場上人間との戦争を余儀なくされている。
アレクサンドラ
声 - 斉藤梨絵
魔族軍三幹部の一。炎を操る。人間を駆逐しようとする好戦派。
エイミィ
声 - 河原木志穂
魔族軍三幹部の一。冷気を操る。性格も冷静沈着。
スルトーン
声 - 内田泰喜
魔族側の最終兵器。

### 異世界人
いわゆる隠れキャラクター。携帯電話にある番号を入力すると出てくるのだが、すぐに通話が切れてしまう。公式サイトによれば、コオルに余力があれば召喚少女として呼び出せたはずの人物だという。
樋山 きらり（ひやま きらり）
声 - 井ノ上ナオミ
稲津 玲（いなづ れい）
声 - 津野陽子
繁森 潤（しげもり じゅん）
声 - 久保愛
跡見 かなで（あとみ かなで）
声 - 徳留志津香
御影 玖美（みかげくみ）
声 - 田中美幸

### その他の人物
セールスマン
声 - 木下尚紀
正体不明のスーツ姿の男。コオルと契約を交わして携帯電話サービスを提供しているほか、召喚少女たちとも別の契約を結んでいるらしい。
リド
声 - 室園丈裕
とある冒険者。
アデルバード
声 - 津田英佑
綾子（あやこ）
声 - 深見梨加
行方不明になったコオルの両親。
ヴォイド
声 - 屋良有作
魔族を戦へと駆り立てた黒幕。

## スタッフ
- 企画 : 土田大
- 製作 : 角川書店、ブリッジ
- キャラクターデザイン : moo
- シナリオ : 神無月如月
- BGM : 浅乃一
- プロデューサー : 飯田均

## 主題歌
- オープニングテーマ : Sanctuary
  - 作詞・作曲 : 浅乃一、編曲 : 朝井泰生 / 歌 : 小清水亜美
- エンディングテーマ : 旅路
  - 作詞・作曲 : 浅乃一、編曲 : 小西貴雄 / 歌 : 名塚佳織
- まどかのテーマ : Wind is calling me
  - 作詞 : 渡邊美佳、作・編曲 : 大久保薫 / 歌 : 名塚佳織
- 卯月のテーマ : 波動
  - 作詞 : 横山武、作・編曲 : 大久保薫 / 歌 : 茅原実里
- マキのテーマ : 目覚めの時
  - 作詞 : こだまさおり、作・編曲 : 菊谷知樹 / 歌 : 新谷良子
- 晶のテーマ : 氷の茨
  - 作詞 : 横山武、作曲 : 伊東大和、編曲 : 菊谷知樹 / 歌 : 広橋涼
- 結のテーマ : Crystal heart
  - 作詞 : 渡邊美佳、作・編曲 : 大久保薫 / 歌 : 水樹奈々
- ルテジアのテーマ : Labyrinth（未収録、ミニアルバムにのみ収録）
  - 作詞 : 白峰美津子、作・編曲 : 岩崎元是 / 歌 : 小清水亜美

## 関連商品
- CD
  - 召喚少女 〜ElementalGirl Calling〜 キャラクターソング・ミニアルバム（ハピネット）
- 書籍
  - 漫画『召喚少女 〜ElementalGirl Calling〜』（作画 : 魚肉ん / 『月刊コンプエース』（角川書店）にて、Vol.011から2007年8月号まで連載。単行本はコンプエースコミックスより刊行。全1巻）ISBN 978-4-04-713958-9